# Liste der Bodendenkmale in Lübbow
In der Liste der Bodendenkmale in Lübbow sind alle Bodendenkmale der niedersächsischen Gemeinde Lübbow aufgelistet. Die Quelle ist der Denkmalatlas Niedersachsen. Der Stand der Liste ist der 28. Juni 2024.

## Allgemein
In den Spalten finden sich folgende Informationen des Bodendenkmales :
- Lage        : geographische Koordinaten
- Bezeichnung : Bezeichnung lt. Denkmalatlas
- Beschreibung: Beschreibung lt. Denkmalatlas
- ID          : Objekt-ID
- Bild        : Bild, ggf. zusätzlich mit Link zu weiteren Fotos im Medienarchiv Wikimedia Commons.

## Lübbow
| Lage                        | Bezeichnung            | Beschreibung | ID                              | Bild |
| --------------------------- | ---------------------- | --- | ------------------------------- | ---- |
| 52° 54′ 7″ N, 11° 10′ 44″ O | Lübbow 19, Straßendamm | Laut Karten mit der Grenze des Amtes Lüchow gegen die Altmark von 1691 und ca. 1730 führte ein Damm von Hoyersburg in Sachsen-Anhalt bis zur Lübbower Burg („Die Vogtey“ bzw. „Lübbauer Burg“). Die ehemalige Länge im Ldkr. Lüchow-Dannenberg betrug ca. 200 m. Erhalten ist ein 130 m langer Abschnitt zwischen dem modernen Lüchower Landgraben und der Bundesstraße B 248 mit ca. 15 m Br. und ca. 1,5 m H. Der nördliche Abschnitt ist durch den modernen Lüchower Landgraben zerstört, der südliche Abschnitt bis zum alten Grenzgraben von der Bundesstraße überbaut. Bis zu deren Begradigung nach 1991 führte sie über den alten Damm, der daher auch modern überformt sein dürfte. Im Kern wird allerdings der alte mittelalterliche/frühneuzeitliche Damm erhalten sein. | 36642805/1/-/ 36642716 36642805 | BW   |